# 路易吉·克雷莫纳
安东尼奥·路易吉·高登齐奥·朱塞佩·克雷莫纳（義大利語：Antonio Luigi Gaudenzio Giuseppe Cremona，1830年12月7日—1903年6月10日）是一位意大利数学家。他一生致力于几何学研究和意大利高等数学教育改革。他的声望来自他的《平面曲线几何理论导引》一书，尤其是他丰富了代数曲线和代数曲面的知识。

## 简历
1830年12月7日，路易吉·克雷莫纳出生于帕维亚（伦巴第大区），当时伦巴第-威尼西亚王国所控制的奥地利的一部分，他的弟弟是画家特兰奎洛·克雷莫纳（Tranquillo Cremona）。
当1848年米兰和威尼斯起义反抗奥地利时，克雷莫纳还只有17岁，他加入了意大利志愿者行列，与他们一起为祖国的自由而战，一直到1849年威尼斯投降而告终。
后来他回到帕维亚大学，在弗朗切斯科·布廖斯基（Francesco Brioschi）的指导下继续学业，并决心谋求一份数学教师的工作。1853年他获得了土木工程研究与建筑博士学位。
克雷莫纳因对意大利几何学发展所发挥的重要作用而闻名。十九世纪初，意大利数学发展水平尚属落后，但到本世纪末，很大程度上得益于他的研究，意大利几何学已处于世界领先地位。他在推进意大利中学改革中产生过很大的影响，并成为数学教育及知识进步相关领域的领导者。自十九世纪中叶以来，在克雷莫纳，布廖斯基和贝尔特拉米等人的领引下，意大利的数学研究水平取得了长足的进步。
他的第一次任职是在克雷莫纳中等学校（The gymnasium and lyceum of Cremona），被任命为初等数学大师，后来在米兰又获得了类似的职位。1860年，他受聘为博洛尼亚大学高级几何教授；1866年又在米兰高等技术学院教授高等几何和图解静力学。同年，他参加了普鲁士科学院斯坦纳奖竞赛，以一篇题为《三阶曲面模型》（Memoria sulle superfici del terzo ordine)的论文，与雅克·夏尔·弗朗索瓦·施图姆共同获得该奖项，二年后，他又毫无悬念地再次赢得了该奖。
早在1856年，克雷莫纳就开始投稿《数理科学年刊》（Annali di scienze matematiche e fisiche）和《数学年鉴》（Annali di matematica），后来成为合编人之一。他的论文发表在意大利、法国、德国和英国等各国数学期刊上，他出版过数部重要的著作，其中许多被译成其它的语言。克拉伦登出版社曾出版过他的英文版《图解静力学》（Graphical Statics）和《射影几何原理》（Elements of Projective Geometry）手册。
1873年，他被召往罗马组建皇家工程学院，并受任为该大学高等数学教授。此时，克雷莫纳已经名扬欧洲。1879年他入选英国皇家学会通讯院士，同年，被选举为意大利王国参议员；在1898年曾短暂出任过教育部长；1901年当选瑞典皇家科学院院士，第二年，被授予德国科学与艺术功勳勳章。
1903年6月10日，他在意大利王国罗马去世
，享年72岁。

## 著作
- 《图形原理：应用于技术学院》 （Stamperia reale di G. B. Paravia e C., Torino, 1874）
- 《射影几何原理》 （G. B. Paravia e Comp., Torino, 1873）
- 《平面曲线几何理论导引》 （Tipi Gamberini e Parmeggiani, Bologna, 1862）
- 《图解静力学中的互易图形》（页面存档备份，存于） （Tipografia di G. Bernardoni, Milano, 1872）
- 《路易吉·克雷莫纳的数学研究》；林奇斯学院赞助出版（页面存档备份，存于） (U. Hoepli, Milano, 1914)[6]
- 《几何曲面理论初探》 （Tipi Gamberini e Parmeggiani, Bologna, 1866）
- 《射影几何原理》（克拉伦登出版社出版社，牛津，1885年）（查尔斯·鲁德斯道夫译）（页面存档备份，存于）
- 《图解静力学，关于图形静力学中图形演算和倒数图的两篇论文》（页面存档备份，存于）（克拉伦登出版社出版社，牛津，1890年）

## 另请参阅
- 桁架

## 备注
1. ↑  Brigaglia, Aldo; Di Sieno, Simonetta. . Historia Mathematica. February 2011, 38 (1): 96–110. doi:10.1016/j.hm.2010.03.006.
2. ↑  George Abram Miller, Historical Introduction to Mathematical Literature The Macmillan Company, 1916
3. ↑  . Dipartimento di Matematica, Sapienza Università di Roma.   [26 November 2016]. （原始内容存档于2017-11-09）.
4. ↑  . Senato di Republicca.   [2017-11-08]. （原始内容存档于2016-11-27）.
5. ↑  Smith, David Eugene.  2. New York: Dover Publications. 1959: 477.
6. ↑  White, Henry S. . Bull. Amer. Math. Soc. 1918, 24 (5): 238–243  [2017-11-08]. doi:10.1090/S0002-9904-1918-03054-1. （原始内容存档于2016-04-22）.